# Грегорі Вютріх
Грегорі Вютріх (нім. Gregory Wüthrich, нар. 4 грудня 1994) — швейцарський футболіст, захисник клубу «Штурм» (Грац).

## Клубна кар'єра
Народився 4 грудня 1994 року. Вихованець юнацьких команд футбольних клубів «Бюмпліц» та «Янг Бойз».
У дорослому футболі дебютував в лютому 2014 року виступами за основну команду «Янг Бойз» і три місяці по тому підписав свій перший професійний контракт. Загалом протягом сезону 2013/14 зіграв у 8 матчах чемпіонату. 
Протягом першої половини 2015 року на правах оренди захищав кольори «Грассгоппера», після чого повернувся в «Янг Бойз». Наразі встиг відіграти за бернську команду 29 матчів в національному чемпіонаті.

## Виступи за збірні
2012 року дебютував у складі юнацької збірної Швейцарії, взяв участь у 6 іграх на юнацькому рівні.
З 2013 року залучався до складу молодіжної збірної Швейцарії. На молодіжному рівні зіграв у 8 офіційних матчах.

## Титули і досягнення
- Чемпіон Швейцарії (2):

«Янг Бойз»: 2017-18, 2018-19
- Володар Кубка Австрії (2):

«Штурм»: 2022-23, 2023-24
- Чемпіон Австрії (3):

«Штурм»: 2023-24, 2024-25